# Walkman

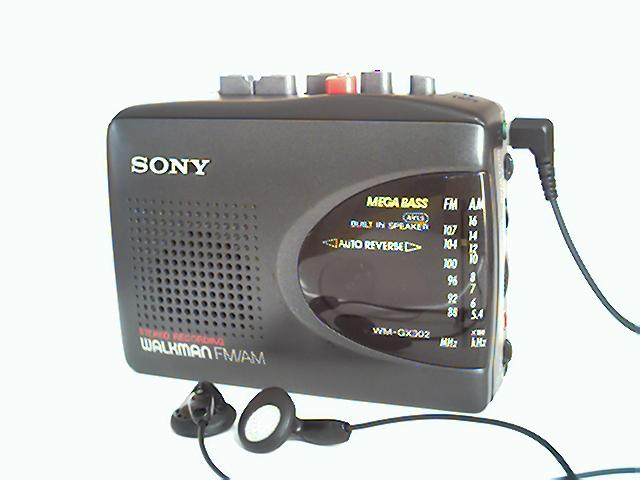
Walkman firmy Sony model WM-GX302 z wbudowanym radioodbiornikiem

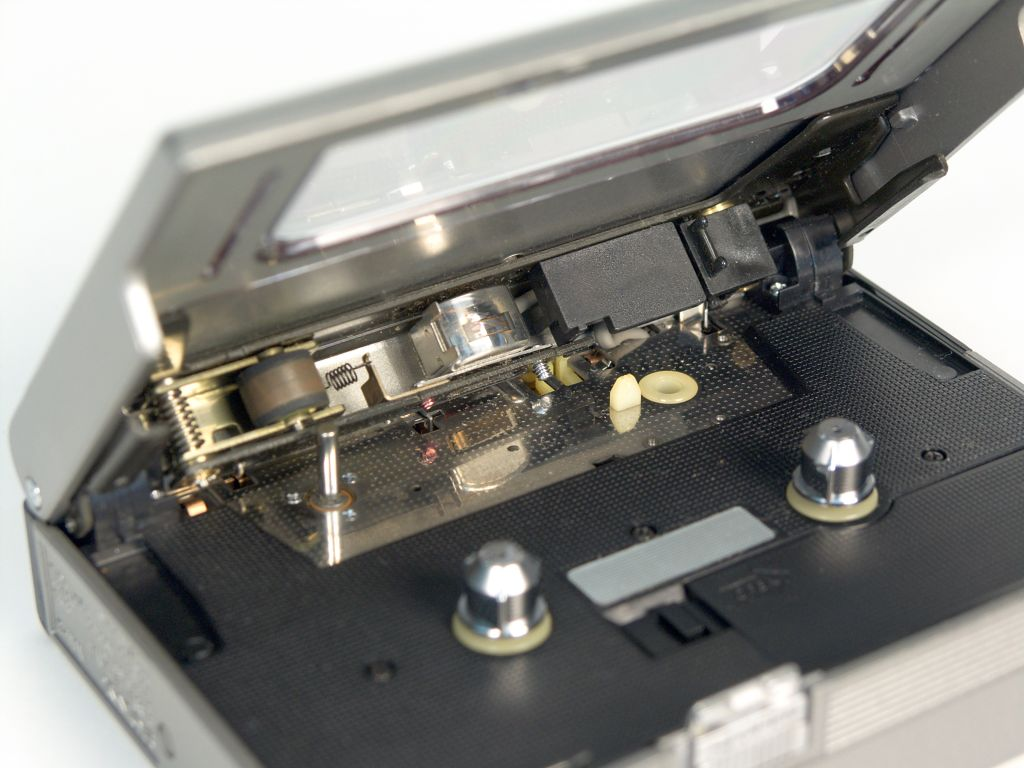
Wnętrze Walkmana II

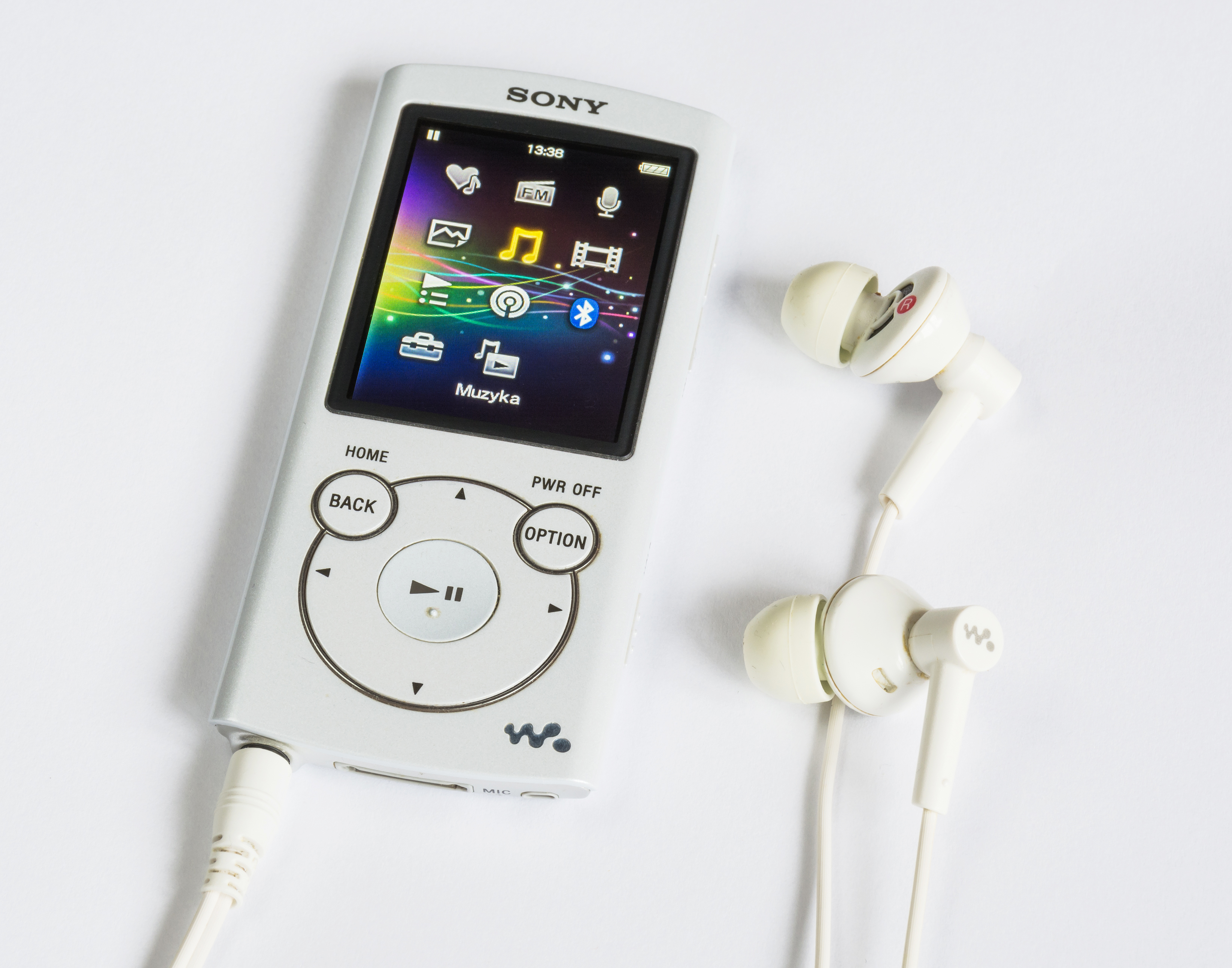
Nowoczesny, cyfrowy Walkman

Walkman – przenośny, zminiaturyzowany odtwarzacz kaset magnetofonowych, odporny na wstrząsy. Większość modeli nie posiadała głośników, lecz istnieją również wyjątki z małym głośnikiem umożliwiającym słuchanie bez użycia słuchawek. Nazwa Walkman jest znakiem towarowym firmy Sony, lecz popularnie walkmanami nazywa się także odtwarzacze innych firm.
Walkman został zaprojektowany i wypromowany przez firmę Sony, która w 1979 r. wypuściła na rynek przenośny odtwarzacz o handlowej nazwie Sony Walkman. Prototyp ten został zaprojektowany przez Akio Moritę, Masaru Ibukę i Kozo Ohsone, a jego kluczowym elementem był mechanizm przełączania trybów pracy, skonstruowany z bardzo płaskich, ale szerokich kształtek aluminiowych oraz magnezowych, które zapewniały niewielką masę, małe wymiary i jednocześnie dużą trwałość i odporność na nieodpowiednie traktowanie.
Urządzenie to przyjęło się w latach 80. XX wieku nadspodziewanie dobrze na całym świecie, niemal całkowicie eliminując z rynku wcześniejsze modele przenośnych magnetofonów kasetowych. Oryginalna konstrukcja Sony była powielana w tysiącach wersji przez tanich producentów z Dalekiego Wschodu. Urządzenie w połowie lat 80. stało się tak popularne, że napisano o nim nawet specjalną piosenkę (Wired for Sound Cliffa Richarda).
Najlepszym jakościowo walkmanem, wyprodukowanym przez Sony był walkman professional WM-D6C, który odtwarzał dźwięk z jakością zbliżoną do magnetofonów hi-fi i był zaopatrzony w wysokiej jakości kierunkowy mikrofon. Walkman ten był stosowany przez wielu dziennikarzy i stał się prototypem współczesnych dyktafonów.
Słowa walkman, pressman, watchman są znakami towarowymi firmy Sony, choć popularność tych urządzeń powoduje, że nazwy te stały się praktycznie synonimami wszystkich tego rodzaju urządzeń, nawet jeśli nie są wyprodukowane przez Sony.
Na rynku pojawiła się także seria telefonów komórkowych firmy Sony Ericsson o nazwie Walkman (seria Wxxx np. Sony Ericsson W300 Walkman).
W  kolejnych latach nowsze wersje wyposażono w radia FM/AM (analogowe później z tunerem cyfrowym)
, funkcję odtwarzania dwóch stron kaset bez konieczności odwracania kasety, (tzw. auto-reverse), możliwość nagrywania przez mikrofon stereofoniczny,system redukcji szumów Dolby NR, systemy anti-rolling i pop-up eject oraz zdalne sterowanie bass boost.
Do 1989 r. Sony wyprodukowała 50 milionów odtwarzaczy Walkman,  do 2010 r. sprzedała około 220 mln egzemplarzy.
Sony w 1984 r. wprowadził nowy produkt, przenośny odtwarzacz na wzór Walkmana otrzymał nazwę Discman, który wykorzystywał nowy nośnik CD z zapisem cyfrowym, co zapewniało dużo lepszą jakość dźwięku.
25 października 2010 firma Sony ogłosiła oficjalne zakończenie seryjnej produkcji Walkmanów kasetowych z nośnikiem danych taśmą magnetyczną.
W 2012 roku wprowadziła na rynek następną generację cyfrowych odtwarzaczy. Nowe  Walkmany serii Z1000  które kontynuują markę umożliwiają odtwarzanie muzyki w formacie MP3 oraz  filmów oraz posiadają możliwość uruchomienia  gier,  aplikacji na dużym 4,3” intuicyjnym dotykowym ekranie LCD.
Walkmany są produkowane w formie cyfrowej do dnia dzisiejszego.

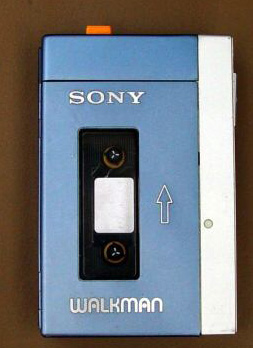
Pierwszy Walkman TPS-L2 (1979)
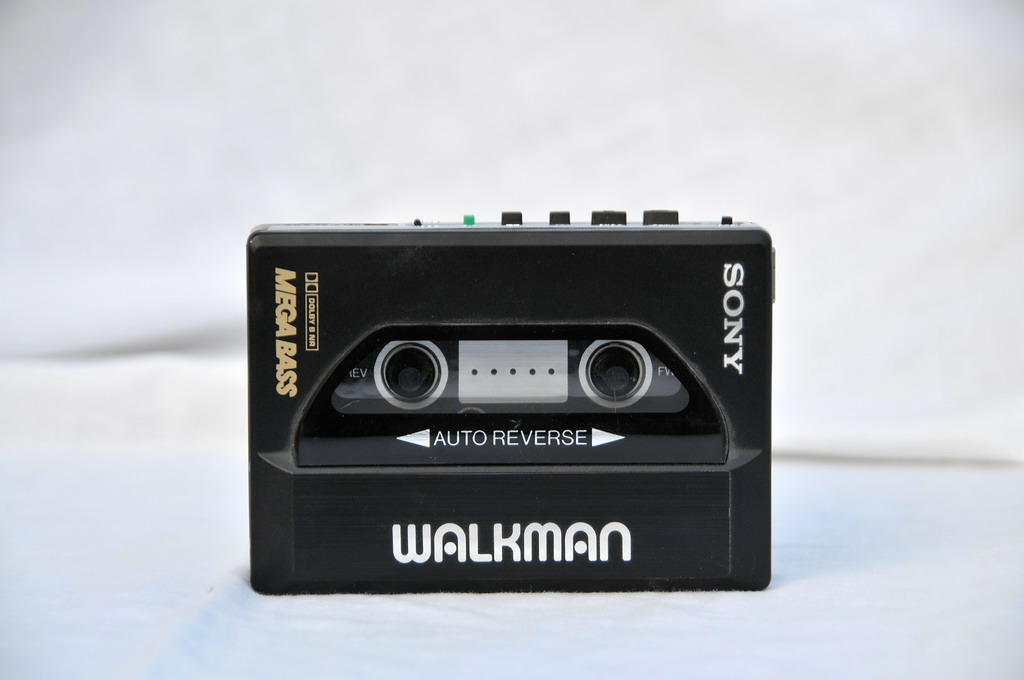
Sony Walkman WM A602
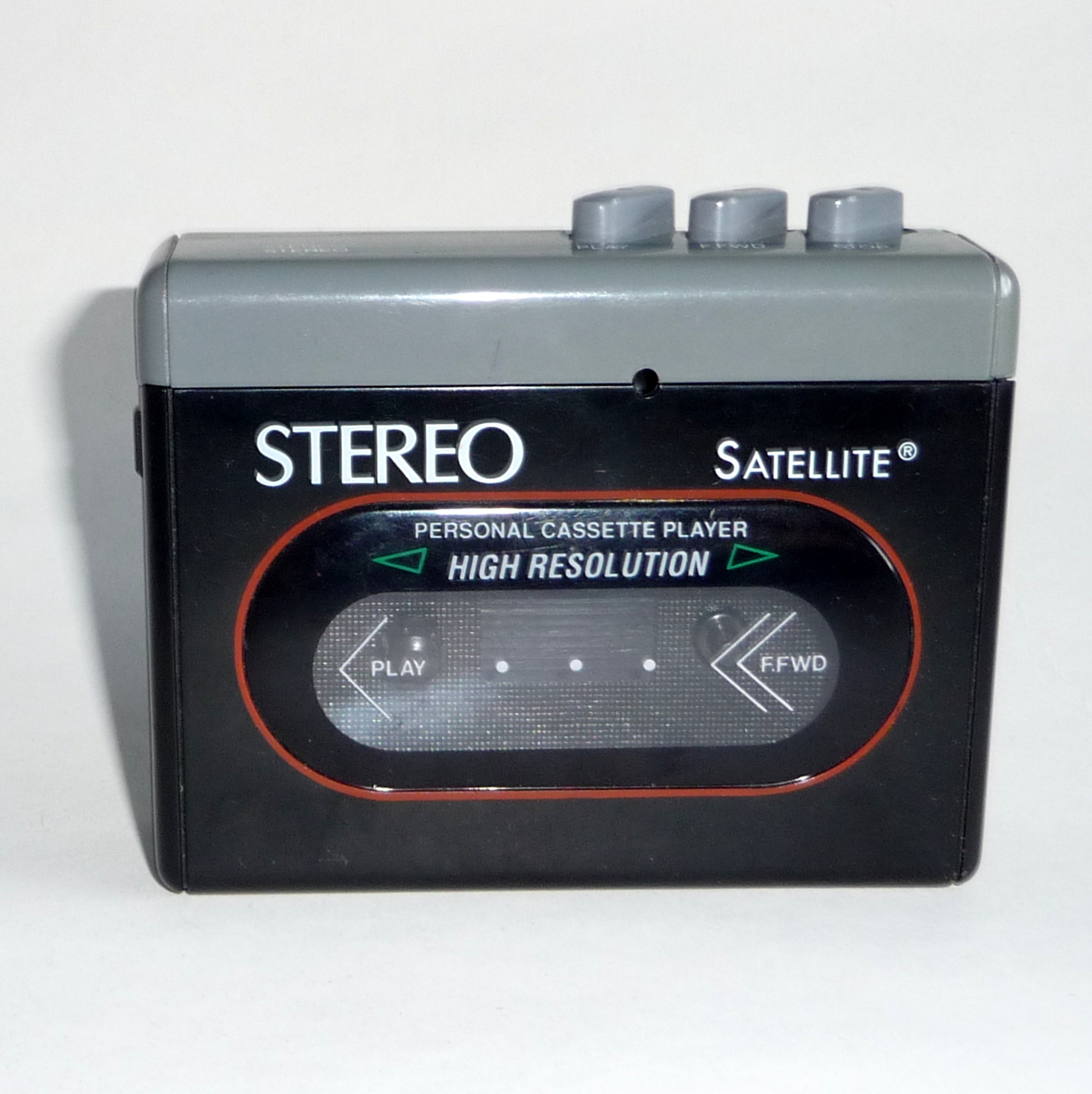
Typowy niemarkowy walkman z lat 80., bez przewijania wstecz
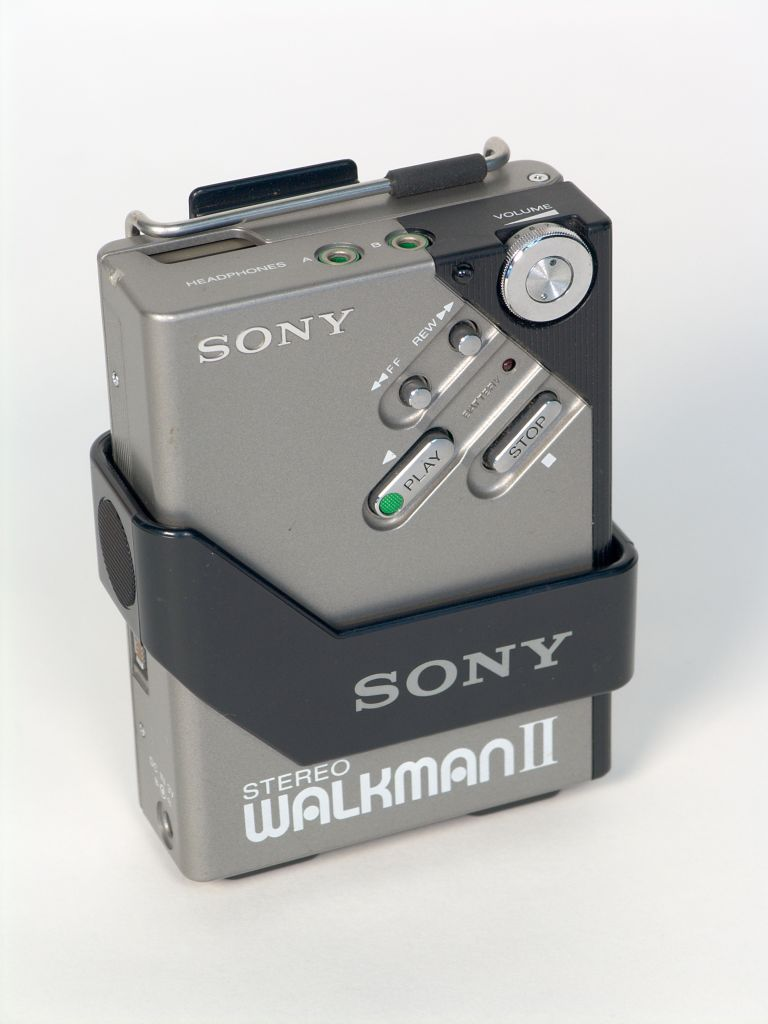
Walkman II